# Antimima mucronata
Antimima mucronata là một loài thực vật có hoa trong họ Phiên hạnh. Loài này được (Haw.) H.E.K.Hartmann mô tả khoa học đầu tiên năm 1998.